# George Segal (acteur)
George Segal jr. (Long Island, 13 februari 1934 – Santa Rosa, 23 maart 2021) was een Amerikaans acteur. 

## Leven en werk

### Film
Segal debuteerde in 1961 op het witte doek als Dr. Howard in de zwart-witte dramafilm The Young Doctors. Vervolgens bouwde hij zijn carrière uit in 55 films. 
Hij beleefde zijn glorieperiode tijdens de jaren zestig en zeventig. In 1965 maakte hij als egocentrische schilder deel uit van het bonte gezelschap aan boord van een schip in het 'huis clos'drama Ship of Fools. Datzelfde jaar nam hij de titelrol voor zijn rekening in de Tweede Wereldoorlogsfilm King Rat als de krijgsgevangen korporaal die zich ontpopt tot een sluwe opportunist. In de klassieker Who's Afraid of Virginia Woolf?, Mike Nichols' debuutfilm uit 1966, was hij als jonge universiteitsprofessor samen met zijn vrouw de antagonist van de ervaren professor Richard Burton en zijn vrouw Elizabeth Taylor, een hevig kibbelend koppel. Een jaar later vertolkte hij in de gangsterfilm The St. Valentine's Day Massacre een huurmoordenaar en luitenant van Bugs Moran, de aartsvijand van Al Capone.
Vermeldenswaardige films uit de jaren zeventig waren onder meer de tragikomische kraakfilm The Hot Rock (1972) waarin Segal zijn pas uit de gevangenis ontslagen schoonbroer Robert Redford overhaalt om een grote diamant te stelen. In de romantische tragikomedie Blume in Love (1973) was hij een zelf uit de echt gescheiden echtscheidingsadvocaat die beseft dat hij nog steeds verliefd is op zijn ex. In de Robert Altman-tragikomedie California Split (1974) deelde hij als beroepsgokker de affiche met Elliott Gould. Ted Kotcheff castte hem twee keer: in de romantische komedie Fun with Dick and Jane (1977) vormde hij een koppel met Jane Fonda en in de zwarte komedie Who Is Killing the Great Chefs of Europe? (1978) met Jacqueline Bisset. 
Aan het einde van de jaren tachtig proefde Segal opnieuw van het grote succes dankzij zijn rol in de komische kaskraker Look Who's Talking (1989).

### Televisie
Segal liet zich op het kleine scherm ook niet onbetuigd in televisiefilms. Inclusief eenmalige gastrollen speelde hij in meer dan 200 afleveringen van verschillende televisieseries. Met afstand zijn meest omvangrijke was die in Just Shoot Me!, als tijdschrifteigenaar Jack Gallo. Voor zijn televisiewerk kreeg Segal in 2017 een ster op de Hollywood Walk of Fame.

### Prijzen en nominaties
Hij werd in 1967 genomineerd voor een Oscar voor beste mannelijke bijrol in Who's Afraid of Virginia Woolf? Segal won een Golden Globe in 1965 (voor meest veelbelovende nieuwkomer) en in 1974 (voor de Britse film A Touch of Class). Aan zijn rol als Jack Gallo in de serie Just Shoot Me! dankte hij in 1999 en 2000 zijn vierde en vijfde nominatie voor nog een Golden Globe.

### Privéleven
Segal trouwde in 1996 met Sonia Schultz Greenbaum, zijn derde echtgenote. Zijn eerste huwelijk was dat met Marion Sobel (1956-1983), met wie hij dochters Elizabeth (1962) en Polly (1966) kreeg. Na hun scheiding hertrouwde Segal in 1983 met Linda Rogoff. Aan hun huwelijk kwam een einde toen zij in 1996 overleed. Vanaf 1998 tot aan zijn overlijden was hij getrouwd met Sonia Greenbaum, die hij al kende vanaf zijn tienerjaren.
George Segal overleed in 2021 op 87-jarige leeftijd aan complicaties na een bypassoperatie.

## Filmografie
*Exclusief 20+ televisiefilms
| - 2014 - Elsa & Fred - 2010 - Love & Other Drugs - 2009 - 2012 - 2009 - Made for Each Other - 2007 - My Wife Is Retarded - 2007 - Three Days to Vegas - 2005 - Chutzpah, This Is? - 2005 - Dinotopia: Quest for the Ruby Sunstone (stem) - 2005 - Heights - 1996 - The Mirror Has Two Faces - 1996 - The Cable Guy - 1996 - Flirting with Disaster - 1996 - It's My Party - 1995 - The Babysitter (video) - 1995 - To Die For (niet-gecrediteerd) - 1994 - Direct Hit (video) - 1994 - Deep Down (video) - 1994 - The Feminine Touch (video) - 1993 - Look Who's Talking Now (cameo) - 1993 - Joshua Tree - 1992 - Me, Myself and I - 1991 - For the Boys - 1991 - Fiofaniya, risuyushchaya smert (Time of Darkness) - 1989 - Look Who's Talking - 1989 - All's Fair - 1988 - Run for Your Life - 1985 - Stick - 1982 - Killing 'em Softly - 1981 - Carbon Copy - 1980 - The Last Married Couple in America - 1979 - Lost and Found - 1978 - Who Is Killing the Great Chefs of Europe? | - 1977 - Rollercoaster - 1977 - Fun with Dick and Jane - 1976 - The Duchess and the Dirtwater Fox - 1975 - The Black Bird - 1975 - Russian Roulette - 1974 - California Split - 1974 - The Terminal Man - 1973 - A Touch of Class - 1973 - Blume in Love - 1972 - The Hot Rock - 1971 - Born to Win - 1970 - The Owl and the Pussycat - 1970 - Where's Poppa? - 1970 - Loving - 1969 - The Bridge at Remagen - 1969 - The Southern Star - 1969 - Il suo modo di fare (The Girl Who Couldn't Say No) - 1968 - No Way to Treat a Lady - 1968 - Bye Bye Braverman - 1967 - The St. Valentine's Day Massacre - 1966 - The Quiller Memorandum - 1966 - Who's Afraid of Virginia Woolf? - 1966 - Lost Command - 1965 - King Rat - 1965 - Ship of Fools - 1964 - Invitation to a Gunfighter - 1964 - The New Interns - 1963 - Act One - 1962 - The Longest Day - 1961 - The Young Doctors |

## Televisieseries
*Exclusief eenmalige gastrollen
- The Goldbergs - Albert "Pops" Solomon (2013-2021, 175 afleveringen)
- Entourage - Murray Berenson (2009, drie afleveringen)
- Just Shoot Me! - Jack Gallo (1997-2003, 149 afleveringen)
- Tracey Takes On... - Harry Rosenthal (1997, vijf afleveringen)
- The Naked Truth - Fred Wilde (1995-1997, vier afleveringen)
- The Real Adventures of Jonny Quest - Dr. Benton C. Quest (1996-1997, 22 afleveringen - stem)
- Murphy's Law - Daedalus Patrick Murphy (1988-1989, vijf afleveringen)
- Take Five - Andy Kooper (1987, zes afleveringen)
- Alfred Hitchcock Hour - 1963 aflevering “ A nice touch”

- Bibsys: 90176297
- Biblioteca Nacional de España: XX1318027
- Bibliothèque nationale de France: cb138996281 (data)
- Gemeinsame Normdatei: 133066592
- International Standard Name Identifier: 0000 0001 2148 7506
- Library of Congress Control Number: n86145238
- MusicBrainz: 4fa38ed4-ed2a-4682-9607-703e7f58ddfb
- Nationale Bibliotheek van Tsjechië: pna2011630592
- Nationale Bibliotheek van Israël: 987007316563805171
- Nederlandse Thesaurus van Auteursnamen: 072818816
- Istituto Centrale per il Catalogo Unico: RT1V009280
- SNAC: w6737h54
- Système universitaire de documentation: 123769116
- Virtual International Authority File: 117665188
- WorldCat: E39PBJrrvvdrbc7hYrBB6hjjYP